# Erissus bateae
Erissus bateae är en spindelart som beskrevs av Soares 1941. Erissus bateae ingår i släktet Erissus och familjen krabbspindlar. Inga underarter finns listade i Catalogue of Life.